# Rebel·lió a la granja (pel·lícula de 1954)
Rebel·lió a la granja (en anglès Animal Farm) és un film de 1954 britànic i nord-americà animat, que fou encarregat per l'Agència Central d'Intel·ligència (CIA) com a propaganda cinematogràfica. Fou dirigida per John Halas i per Joy Batchelor, i produïda per Halas i Batchelor, basada en la novel·la homònima de 1945 de George Orwell. Va ser el primer llargmetratge d'animació britànic i un dels primers llargmetratges d'animació per a adults. Tot i que la pel·lícula va ser un desastre financer, ràpidament es va convertir en un element bàsic de les aules a Amèrica i Gran Bretanya.
Els drets cinematogràfics d'una adaptació cinematogràfica d'Animal Farm es van comprar a la vídua d'Orwell després que els agents que treballaven per a l'Oficina de Coordinació de Política (OPC), una branca de la CIA que s'ocupa de l'ús de la cultura per combatre el comunisme, es van aproximar a ella. Hi hagué moltes diferències entre la pel·lícula d'animació i el llibre original, canvis que es van fer a petició dels nord-americans per consolidar el missatge antiestalinista de la pel·lícula.
Maurice Denham va donar la veu a tots els animals de la pel·lícula.

## Argument
La Granja Manor és una granja antigament pròspera que ha caigut en temps difícils, mentre pateix sota el lideratge ara ineficaç del seu propietari agressiu i borratxo, el Sr. Jones. Una nit, Old Major, el porc premiat i el segon animal més vell de la granja, convoca tots els animals de la granja per a una reunió, on denuncia els abusos i infelicitat sota la gestió de Jones, animant els animals a expulsar-lo, mentre subratllava que han de mantenir-se fidels a les seves conviccions després d'haver guanyat la llibertat. Amb això, ensenya als animals una cançó revolucionària abans d'ensorrar-se a mitja cançó, per al seu horror.
L'endemà al matí, el Sr. Jones es descuidà d'alimentar els animals per esmorzar, i aquests decidiren entrar al seu magatzem per agafar-lo ells el menjar. Quan el senyor Jones es despertà, abans d'amenaçar-los amb el seu fuet, els animals es revoltaren i el van allunyar de la granja, i finalment rebatejaren com a "Animal Farm". Diversos dels coneguts de Jones al poble dels voltants es reuniren contra ells, però serien rebutjats després d'una baralla ferotge. Els animals començaren a destruir qualsevol rastre de la influència del granger, començant per les armes utilitzades contra ells. Una investigació posterior de la masia els portà a decidir no viure-hi, encara que un dels caps de porc, un senglar cobdiciós anomenat Napoleó, s'interessà per la casa abandonada. Troba una camada de cadells sense mare i començà a criar-los en secret.
Els manaments de l'animalisme llavors són escrits a una paret del graner per il·lustrar les lleis de la seva comunitat. El més important és l'últim, afirmant que: "Tots els animals són iguals". Tots els animals treballen, però el cavall de batalla, Boxer, i el seu amic Benjamin l'ase, que també és el protagonista de la pel·lícula, hi aporten treball addicional. Mentrestant, Snowball intenta ensenyar als animals a llegir i escriure. El menjar es fa abundant i la granja funciona sense problemes. Els porcs s'eleven a posicions de lideratge i es reserven aliments especials "en virtut del seu treball intel·lectual" a la granja.
Quan arriba l'hivern, Snowball anuncia la seva idea per a un molí de vent, mentre que Napoleó s'hi oposa. Mentre Bola de neu jura desafiant reduir la jornada laboral dels animals, Napoleó fa caçar i sacrificar Bola de neu pels seus gossos. Després, Napoleó denuncia Bola de neu com un traïdor i es declara el nou líder d'Animal Farm, juntament amb Squealer com a propagandista. Aboleix la pràctica de celebrar reunions per determinar la política agrícola i s'apropia tots els poders de decisió. Els animals finalment treballen més a causa de la promesa d'una vida més fàcil, un cop acabat el molí de vent.
Durant aquest temps, els porcs també decideixen modificar les seves pròpies lleis. "Cap animal dormirà en un llit" es canvia per "Cap animal dormirà en un llit amb llençols", quan es descobreix que els porcs dormien a l'antiga masia. En poc temps, la cobdícia de Napoleó el porta a negociar amb un comerciant local anomenat Mr. Whymper per a un subministrament de gelees i melmelades. El preu és de tots els ous de les gallines. Quan les gallines ho descobreixen, intenten revoltar-se llançant els seus ous als porcs durant un intent de captura per la força. Per inculcar la por, Napoleó fa un "procés" on una ovella i un ànec s'uneixen a les gallines acusades de traïdors. Els gossos els porten fora i els maten, amb la seva sang utilitzada per afegir les paraules "sense causa" al final del manament "Cap animal matarà un altre animal". Napoleó prohibeix la cançó "Bèsties d'Anglaterra", declarant que la revolució s'ha completat i que el somni d'Animal Farm finalment s'ha fet realitat. Aleshores amenaça d'executar qualsevol animal que enxampin cantant l'antiga cançó.
Creixent gelós de l'èxit financer de Whymper a causa del seu comerç amb Animal Farm, un grup hostil de grangers ataca la granja. El senyor Jones, rebutjat pel seu fracàs i la seva embriaguesa, usa dinamita per fer volar el molí de vent amb ell mateix dins. Encara que els animals guanyen la batalla, ho fan amb un gran cost de vides i Boxer queda ferit. Boxer continua treballant fins que s'ensorra una nit mentre treballa en la reconstrucció del molí de vent. Napoleó demana una furgoneta per emportar-se a Boxer, que Benjamin reconeix com el "vagó de la mort" de la fàbrica de cola de Whymper. Després, s'entrega en secret un subministrament d'alcohol. Al mateix temps, Squealer pronuncia un discurs fals, afirmant haver estat al costat de Boxer al seu llit de mort, i afirma que les seves últimes paraules van ser per glorificar Napoleó. Els animals molestos s'adonen de l'engany propagandístic i reconeixen com s'ha tornat d'opressiu Napoleó, però són expulsats pels grunyits dels gossos abans que es pugui fer res. Aquella nit, els porcs brinden per la memòria d'en Boxer consumint whisky comprat a canvi de la vida del cavall.
Passen els anys i Napoleó, mitjançant la civilització dels seus companys porcs, ha ampliat les granges veïnes en una empresa. Els porcs comencen a assemblar-se als humans, ja que caminen dret, porten fuets, beuen alcohol i porten roba. Els Manaments es redueixen a una sola frase: "Tots els animals són iguals, però alguns animals són més iguals que altres". Aquest canvi finalment estimula els animals oprimits de les granges properes a reunir-se a Animal Farm per decidir sobre el seu futur. Napoleó fa un sopar per a una delegació de porcs de fora, que el feliciten per tenir els animals més treballadors i que menys consumeixen del país. Napoleó brinda un brindis per un futur on els porcs posseeixen i operen granges a tot arreu. Benjamin, escoltant la conversa, s'imagina breument que tots els porcs han pres la semblança del senyor Jones.
Adonant-se que la seva situació de vida és encara pitjor que abans de la revolució, els animals assalten la masia per enderrocar Napoleó i venjar la mort dels seus companys, inclosos Snowball i Boxer. Napoleó intenta cridar els seus gossos de guàrdia, però estan massa borratxos per respondre, mentre que els porcs assistents tenen massa por per enfrontar-se a l'horda invasora. La pel·lícula tanca amb els animals destrossant la casa i trepitjant Napoleó i els porcs fins a la mort abans de recuperar la granja, amb Benjamin al capdavant amb un trist triomf.

## Producció
L'historiador de l'animació Brian Sibley dubta que l'equip responsable conegués la font del finançament que va iniciar el projecte, que provenia de la Central Intelligence Agency per afavorir la creació d'art anticomunista.
Halas i Batchelor es van adjudicar el contracte per fer l'obra el novembre de 1951 i es va completar l'abril de 1954. La producció va emprar una plantilla d'uns 80 animadors.

## Publicació
Gran part de la promoció prèvia a l'estrena de la pel·lícula al Regne Unit es va centrar en el fet que era una pel·lícula britànica en lloc d'un producte dels estudis de Hollywood.
Escenes d'Animal Farm, juntament amb el programa de televisió de 1954 Nineteen Eighty-Four, es van presentar a "The Two Winstons", l'episodi final del programa de Simon Schama A History of Britain emès el 18 de juny de 2002.
La CIA va obtenir els drets cinematogràfics d'"Animal Farm" de la vídua d'Orwell, Sonia, després de la seva mort i va finançar de manera encoberta la producció com a propaganda anticomunista. Algunes fonts afirmen que el final de la història va ser alterat per la CIA (al llibre, els porcs i els humans s'uneixen) per fer arribar el seu missatge, però és igualment possible que el final més optimista de la pel·lícula fos una decisió artística per donar a la pel·lícula més atractiu per al públic.
Quan es va estrenar per primera vegada l'any 1954, el British Film Board va considerar que la pel·lícula no era adequada per a nens i li va donar un certificat de qualificació "X", prohibint que qualsevol persona menor de divuit anys la veiés. Des de llavors, la classificació s'ha modificat a "U" (Universal), indicant que la pel·lícula és apta per a públics de totes les edats.

## Recepció
El crític de cinema C.A. Lejeune va escriure en aquell moment: "Saludo Animal Farm com una bona obra... [l'equip de producció] ha fet una pel·lícula per a la vista, l'oïda, el cor i la ment". La partitura de Matyas Seiber i el talent vocal de Maurice Denham han estat elogiats específicament (Denham va proporcionar totes les veus i el soroll animal de la pel·lícula). L'estil d'animació s'ha descrit com "Disney convertit en seriós". I la pel·lícula té una puntuació del 69% a Rotten Tomatoes basada en 13 crítiques.
Es van fer algunes crítiques al final alterat, amb un article que informava: "A Orwell no li hauria agradat aquest canvi, amb la seva substitució de la propaganda comuna per la seva pròpia sàtira reticent i malenconiosa".
La pel·lícula va trigar quinze anys a recuperar el seu pressupost, però va obtenir beneficis en els següents cinc anys.

## Diferències entre la pel·lícula i el llibre
- Al llibre, Jones està casat i té ajudants a la seva granja, mentre que a la pel·lícula, Jones no està casat i és l'únic humà de la granja.
- Al llibre, Old Major ensenya als animals la cançó 'Beasts of England', que té lletra. Tot i que els animals canten a la pel·lícula, no hi ha lletra i només són sorolls d'animals.
- En el llibre, Benjamin era un ruc vell i cínic. A la pel·lícula, no és cínic i sembla molt més jove que el seu homòleg original.
- Al llibre, hi havia tres cavalls (Boxer, Clover i Molly). A la pel·lícula, Boxer és l'únic cavall conegut que hi ha, però es pot veure un cavall blanc en moltes escenes, i aparentment és Clover.
- Al llibre, Napoleó era un porc de Berkshire. Però a la pel·lícula, és un britànic Saddleback.
- A la pel·lícula, Old Major mor davant dels animals mentre cantaven 'Bèsties d'Anglaterra'. Al llibre, mor uns dies després i és enterrat; el seu crani és posteriorment desenterrat i exposat, i finalment enterrat de nou.
- Al llibre, es tractava d'una vaca que trenca la porta de la caseta d'alimentació, mentre que a la pel·lícula hi havia una sèrie d'animals.
- La rebel·lió dels animals té lloc al matí a la pel·lícula, mentre que al migdia al llibre.
- A la pel·lícula, després que Bola de Neu sigui desterrada, Napoleó afirma que a partir d'aleshores prendrà les decisions de la granja. En el llibre, era una comissió de porcs qui decidia a partir d'aleshores.
- Jones intenta recuperar la granja, amb l'ajuda dels altres grangers, poc després de ser enderrocat a la pel·lícula.
- Bluebell i Pincher van ser adaptats de la pel·lícula de 1954. Tanmateix, Jessie encara va romandre a la pel·lícula.
- Napoleó troba els cadells orfes a la casa quan els animals decideixen mirar al seu voltant, però es desconeix qui eren els seus pares. Tot i que una escena mostra un gos, semblava a Jessie, mort, la qual cosa implica que Jessie era la mare dels cadells. No se sap si Bluebell va ser el pare dels cadells, ja que no es va mostrar ni esmentar.
- Quan els gossos de Napoleó expulsen Bola de neu de la granja, s'implica que el van matar fora de la pantalla, mentre que al llibre només el persegueixen.
- Mentre els altres grangers intenten recuperar la granja de nou a la pel·lícula, Jones porta una mica de dinamita al molí de vent i la fa volar. Al llibre, el molí de vent és destruït dues vegades: una per una tempesta, i una altra pels altres agricultors durant el segon intent de recuperar la granja.
- A la pel·lícula, es desconeix el destí de Jones després de destruir el molí de vent. Al llibre, mor en una casa d'alcohòlics, d'una altra part, del país.
- Al llibre, quan en Boxer està sent portat a la matança, és en Clover qui intenta salvar-lo. A la pel·lícula, és Benjamin qui ho fa.
- Al final del llibre, els porcs conviden els altres ramaders a una festa. A la pel·lícula només es conviden els porcs de granges veïnes.
- Al llibre, els animals s'adonen que els porcs s'han convertit en com els humans després que una partida de cartes acabi en una discussió. A la pel·lícula, és Benjamin l'ase qui s'adona d'això, quan és testimoni de Napoleó instruint als porcs convidats sobre com dirigir les seves granges. Fins i tot té una al·lucinació breument que prenen la semblança del senyor Jones.
- A la pel·lícula, Benjamin uneix els animals i ells assalten la masia, aconseguint matar Napoleó i enderrocant els porcs en el procés. Això no passa mai al llibre.

## Adaptació del còmic
El 1954 Harold Whitaker, un dels animadors de la pel·lícula, va adaptar la pel·lícula a una tira còmica publicada en diversos diaris regionals britànics.

## En la cultura popular
La banda The Clash va utilitzar una imatge de la pel·lícula al seu senzill de 45 rpm "English Civil War". La banda virtual Gorillaz vausarr imatges de la pel·lícula d'animació de Benjamin Clementine el senzill del vídeo musical del 2017 "Hallelujah Money".

## Mercat domèstic
Animal Farm es va estrenar a pel·lícula Super 8 a la dècada de 1970 i va rebre diversos llançaments de vídeos casolans al Regne Unit i als Estats Units. Els llançaments americans de VHS van ser produïts per Media Home Entertainment, Vestron Video, Avid Video, Wham! USA Entertainment i Burbank Video. Universal Pictures Home Entertainment va estrenar la pel·lícula en DVD al Regne Unit el 2003. El 2004, Home Vision Entertainment (HVE) va llançar un DVD "Edició especial" de la pel·lícula als Estats Units, que inclou un documental presentat per Tony Robinson.
Coincidint amb el llançament de HVE, Digiview Productions, que havia assumit que la pel·lícula era de domini públic, la va llançar en DVD. No obstant això, la propietat de Halas & Batchelor, que conservava els drets d'autor de la pel·lícula, va acabar presentant una demanda contra Digiview Productions, i van guanyar la demanda, donant lloc a què Digiview es declarés en fallida; més tard va ser reviscut com a Digiview Entertainment. El 2014, Network Distributing va publicar al Regne Unit un Blu-Ray del 60è aniversari. Actualment, no hi ha plans per llançar un Blu-Ray de la pel·lícula als Estats Units.